# One Touch of Venus
Cet article concerne la comédie musicale de 1943. Pour le film de 1948, voir Un caprice de Vénus.
One Touch of Venus (titre original) est une comédie musicale américaine créée à Broadway en 1943.

## Argument
Voir le synopsis de l'adaptation au cinéma.

## Fiche technique
- Titre original : One Touch of Venus
- Lyrics : Ogden Nash
- Livret : S.J. Perelman et Ogden Nash, d'après le roman The Tinted Venus de F. Anstey (en)
- Musique, orchestrations et arrangements : Kurt Weill
- Mise en scène : Elia Kazan
- Chorégraphie : Agnes de Mille
- Direction musicale : Maurice Abravanel
- Décors : Howard Bay
- Costumes : Paul DuPont, Kermit Love (en) et Main Bocher (en) (pour Mary Martin)
- Productrice : Cheryl Crawford
- Nombre de représentations : 567
- Date de la première : 7 octobre 1943
- Date de la dernière : 10 février 1945
- Lieux : Imperial Theatre (jusqu'au 24 janvier 1944), puis 46th Street Theatre (à partir du 26 janvier 1944), Broadway

## Distribution originale
Rôles principaux
- Mary Martin : Venus
- Kenny Baker : Rodney Hatch
- John Boles : Whitelaw Savory
- Paula Laurence : Molly Grant

Reste de la distribution (sélection)
- Ruth Bond : Gloria Kramer
- Sam Bonnell : le directeur du magasin
- Zachary A. Charles : Sam
- Harry Clark : Stanley
- Florence Dunlap : Mme Moats
- Bert Freed : le lieutenant de police
- Teddy Hart : Taxi Black
- Jane Hoffman : Rose
- Allyn Ann McLerie : une danseuse de la troupe
- Sono Osato (en) : la première danseuse de la troupe
- Helen Raymond : Mme Kramer
- Johnny Stearns : Dr Rook
- Harold J. Stone : Zuvelti

## Numéros musicaux
Acte I
- New Art Is True Art (Whitelaw Savory et ensemble)
- One Touch of Venus (Molly Grant et ensemble féminin)
- How Much I Love You (Rodney Hatch)
- I'm a Stranger Here Myself (Venus)
- Forty Minutes for Lunch (ensemble)
- West Wind (Whitelaw Savory)
- Way Out West in Jersey (Mme Kramer, Gloria Kramer et Rodney Hatch)
- Foolish Heart (Venus)
- The Trouble with Women (Rodney Hatch, Whitelaw Savory, Taxi Black et Stanley)
- Speak Low (Venus et Rodney Hatch)
- Dr. Crippen (Whitelaw Savory et danseurs)

Acte II
- Very, Very, Very (Molly Grant)
- Speak Low (reprise : Rodney Hatch et Venus)
- Catch Hatch (Whitelaw Savory et Molly Grant)
- That's Him (Venus)
- Wooden Wedding (Rodney Hatch)
- Venus in Ozone Heights (ensemble)

## Adaptation au cinéma
- 1948 : Un caprice de Vénus (One Touch of Venus) de William A. Seiter, avec Ava Gardner (Vénus), Robert Walker (Rodney Hatch, renommé Eddie Hatch), Tom Conway (Whitelaw Savory, renommé Whitfield Savory) et Eve Arden (Molly Grant, renommée Molly Stewart)